# Lee Watkinson
Lee Watkinson (Longbranch (Washington), 18 oktober 1966) is een Amerikaans professioneel pokerspeler. Hij won onder meer het $10.000 Pot Limit Omaha-toernooi van de World Series of Poker 2006 (goed voor een hoofdprijs van $655.746,-) en het A$3.000 Pot Limit Omaha-toernooi van de Aussie Millions 2008 (goed voor $158.752,-).
Watkinson won tot en met juni 2014 meer dan $4.100.000,- in pokertoernooien (cashgames niet meegerekend).

## Wapenfeiten
Watkinson moest tot 2006 wachten op zijn eerste WSOP-titel, maar kwam er daarvoor al verschillende keren dichtbij. Zo was hij verliezend finalist in het $5.000 Pot Limit Omaha-toernooi van de World Series of Poker 2004 (achter Ted Lawson) en werd hij diezelfde jaargang vierde in het $5.000 No-Limit Hold'em-toernooi. Na zijn titel werd Watkinson ook nog achtste in het Main Event van de World Series of Poker 2007, vijfde in het $2.000 Pot Limit Hold'em-toernooi van de World Series of Poker 2008 en opnieuw verliezend finalist in het $1.500 Pot Limit Omaha Hi/Lo-toernooi van de World Series of Poker 2009 (achter Brandon Cantu).
Ook op de World Poker Tour viste Watkinson meer dan eens net achter net. Daarop werd hij tweede op de $10.000 No Limit Hold'em Final Day van de Mirage Poker Showdown 2004 (achter Eli Elezra) en een maand later opnieuw tweede op de $5.000 No Limit Hold'em Championship Final Day van de WPT Legends of Poker 2004 (achter Doyle Brunson). Daarna werd Watkinson ook nog een keer vijfde in het $9.700 No Limit Hold'em - Championship Event van de WPT Borgata Winter Open 2008 en negende in het $9.600 No Limit Hold'em - Championship Event van de WPT Bay 101 Shooting Stars 2008.

## WSOP-titel
| Jaar                       | Toernooi                | Prijs      |
| -------------------------- | ----------------------- | ---------- |
| World Series of Poker 2006 | $10.000 Pot Limit Omaha | $655.746,- |